# 32. østlige længdekreds
Den 32. østlige længdekreds (eller 32 grader østlig længde) er en længdekreds, der ligger 32 grader øst for nulmeridianen. Den løber gennem Ishavet, Europa, Asien, Afrika, det Indiske Ocean, det Sydlige Ishav og Antarktis.